# Ahmed Hafnaoui
Ahmed Hafnaoui (Tunísia, 4 de dezembro de 2002) é um nadador tunisiano. Popularmente conhecido ser medalhista de ouro nos 400 metros livre masculino nas olimpíadas de Tokyo 2021, surpreendendo os adversários.
Em sua primeira participação olímpica e nadando na raia 8, Hafnaoui superou seus sete rivais ao parar o relógio em 3: 43.36, mais de três segundos acima do recorde mundial do alemão Paul Biedermann.
Hafnaoui, o tunisiano surpreende com ouro na casa dos 400 livres

Desta forma, o nadador africano levou a medalha de ouro à frente do australiano Jack McLoughlin, que se manteve na luta até o final, mas teve que se contentar com a prata a 16 centésimos do vencedor. O americano Kieran Smith, bronze, completou o pódio.